# Zaczystka
Zaczystka (ros. Зачистка) – potoczna nazwa operacji dokonywanej przez Siły Zbrojne Federacji Rosyjskiej na terenie zaludnionym, w której obszar mieszkalny jest zamykany i przeszukiwany budynek po budynku. Procedura ta może obejmować weryfikację dokumentów tożsamości obywateli, przeszukiwanie lokali w celu zatrzymania podejrzanych osób oraz identyfikację i konfiskatę przedmiotów zabronionych. Kilka zaczystek zyskało złą sławę z powodu potwierdzonych naruszeń praw człowieka przez siły rosyjskie, w tym czystek etnicznych i grabieży (np. masakra w Samaszkach podczas pierwszej wojny czeczeńskiej w 1995 roku, zbrodnia w Buczy podczas rosyjskiej inwazji na Ukrainę w 2022 roku), a termin zaczystka jest używany w języku polskim wyłącznie w odniesieniu do tych naruszeń.